# François Daumas
François Félix Eugène Daumas (* 3. Januar 1915 in Castelnau-le-Lez; † 16. Oktober 1984 ebenda) war ein französischer Ägyptologe. 

## Leben
Daumas studierte Ägyptologie bei Gustave Lefebvre, Pierre Lacau und Michel Malinine studierte sowie Hebräisch, Arabisch und andere orientalische Sprachen. Dabei befreundete er sich mit seinem Kommilitonen Antoine Guillaumont (1915–2000), später Spezialist für die Koptische Sprache und Gnosis. 1938 er erhielt die Lehrerlaubnis für die gymnasiale Oberstufe und wurde 1942 Gymnasiallehrer in Tournon und danach in Montpellier.  Er war nach der Befreiung 1944 kurz Bürgermeister seiner Heimatstadt und erhielt 1946 sein Diplom an der École pratique des hautes études. Danach ging er nach Ägypten, wo er 1959 Direktor des Institut français d’archéologie orientale (IFAO) in Kairo wurde. 1958 wurde er über Mammisi promoviert. Nach seiner Rückkehr aus Ägypten 1969 war er Gründer des Zentrums für Ägyptologie an der Universität Montpellier III, das heute nach ihm benannt ist. Es ist dank ihm eines der führenden französischen Zentren für Ägyptologie. Nachfolger von Daumas als Direktoren waren dort Gérard Godron und Jean-Claude Grenier.
Daumas befasste sich insbesondere mit ägyptischer Religion und dem Tempel von Dendera. Seine Bücher über Ägypten für breiteres Publikum wurden mehrfach neu aufgelegt und sein Buch über Ägyptische Kulturgeschichte auch ins Deutsche übersetzt.
Er grub auch 1958 auf dem Plateau von Substantion nahe seiner Heimatstadt Reste römischer Besiedlung aus.
Er war Mitglied der Académie des sciences et lettres de Montpellier und korrespondierendes Mitglied der Académie des Inscriptions et Belles-Lettres (1972).

## Schriften
- Les Moyens d’expression du grec et de l’égyptien comparés dans les décrets de Canope et de Memphis. Ecole pratique des hautes études, 1952
- Les Mammisis des temples égyptiens. Les Belles Lettres, Paris, 1958 (Dissertation, Thèse d’Etat)
- Les Mammisis de Dendara. IFAO, Kairo, 1959
- Les dieux de l’Égypte. Presses Universitaires de France, Paris, 1965, 1977
- La civilisation de l’Égypte pharaonique. Arthaud, 1965, 1982, 1995
  - Deutsche Übersetzung: Ägyptische Kultur im Zeitalter der Pharaonen. Droemer-Knaur, München 1969 (Reihe Knaurs Große Kulturgeschichte)
- mit Émile Chassinat: Le temple de Dendara. IFAO, Kairo, Band VI, 1965, VII, 1972, VIII 1978, IX 1987 (der erste der neun Bände erschien 1934 mit Chassinat als Autor, es wird fertiggestellt von Sylvie Cauville)
- mit A. Guillaumont: Kellia I, Kôm 219. IFAO, Kairo, 1969
- La vie dans l’Égypte ancienne. Que sais je?, PUF (Presses Universitaires de France), Paris, 1974
- mit André Barucq: Hymnes et prières de l’Égypte ancienne. Éditions du CERF, 1980
- mit Cyril Aldred, Christiane Desroches Noblecourt,d Jean Leclant: L’Égypte du crépuscule. L’univers des formes, Gallimard, Paris, 1980
- mit G. Castel und J. C. Golvin: Les fontaines de la porte nord, Dendera, monuments de l’enceinte sacrée. Kairo, 1984
- Amour de la vie et sens du divin dans l’Égypte ancienne. Édition Fata Morgana, Collection Hermes, 1998